# العلاقات الكازاخستانية النيكاراغوية
العلاقات الكازاخستانية النيكاراغوية هي العلاقات الثنائية التي تجمع بين كازاخستان ونيكاراغوا.

## مقارنة بين البلدين
هذه مقارنة عامة ومرجعية للدولتين:
| وجه المقارنة                                              | كازاخستان                      | نيكاراغوا        |
| --------------------------------------------------------- | ------------------------------ | ---------------- |
| المساحة (كم2)                                             | 2.72 مليون                     | 130.38 ألف       |
| عدد السكان (نسمة)                                         | 17.95 مليون                    | 6.22 مليون       |
| الكثافة السكانية (ن./كم²)                                 | 6.6                            | 47.71            |
| العاصمة                                                   | نور سلطان                      | ماناغوا          |
| اللغة الرسمية                                             | اللغة القازاقية، اللغة الروسية | اللغة الإسبانية  |
| العملة                                                    | تينغ كازاخستاني                | كوردبا نيكاراغوا |
| الناتج المحلي الإجمالي (بليون دولار)                      | 159.41 مليار                   | 13.81 مليار      |
| الناتج المحلي الإجمالي (تعادل القوة الشرائية) بليون دولار | 439.39 مليار                   | 31.63 مليار      |
| الناتج المحلي الإجمالي الاسمي للفرد دولار أمريكي          | 10.51 ألف                      | 2.09 ألف         |
| الناتج المحلي الإجمالي للفرد دولار أمريكي                 | 24.23 ألف                      | 4.92 ألف         |
| مؤشر التنمية البشرية                                      | 0.788                          | 0.631            |
| رمز المكالمات الدولي                                      | +7                             | +505             |
| رمز الإنترنت                                              | .kz، .қаз ‏                     | .ni              |
| المنطقة الزمنية                                           | ت ع م+05:00، ت ع م+06:00       | 00               |

## منظمات دولية مشتركة
يشترك البلدان في عضوية مجموعة من المنظمات الدولية، منها:
| علم المنظمة | اسم المنظمة                               | تاريخ انضمام كازاخستان | تاريخ انضمام نيكاراغوا |
| ----------- | ----------------------------------------- | ---------------------- | ---------------------- |
|             | الاتحاد البريدي العالمي                   | ?                      | ?                      |
|             | يونسكو                                    | 22 مايو 1992           | 22 فبراير 1952         |
|             | البنك الدولي للإنشاء والتعمير             | 23 يوليو 1992          | 14 مارس 1946           |
|             | وكالة ضمان الاستثمار متعدد الأطراف        | 12 أغسطس 1993          | 12 يونيو 1992          |
|             | الاتحاد الدولي للاتصالات                  | 23 فبراير 1993         | 12 مايو 1926           |
|             | مؤسسة التمويل الدولية                     | 30 سبتمبر 1993         | 20 يوليو 1956          |
|             | منظمة الشرطة الجنائية الدولية             | ?                      | ?                      |
|             | الأمم المتحدة                             | 2 مارس 1992            | 24 أكتوبر 1945         |
|             | مؤسسة التنمية الدولية                     | 23 يوليو 1992          | 30 ديسمبر 1960         |
|             | منظمة حظر الأسلحة الكيميائية              | ?                      | ?                      |
|             | المركز الدولي لتسوية المنازعات الاستشارية | 21 أكتوبر 2000         | 19 أبريل 1995          |

## وصلات خارجية
- موقع وزارة الخارجية الكازاخستانية
- موقع وزارة الخارجية النيكاراغوية